# Heliophanus splendidus
Heliophanus splendidus är en spindelart som beskrevs av Wesolowska 2003. Heliophanus splendidus ingår i släktet Heliophanus och familjen hoppspindlar. Inga underarter finns listade i Catalogue of Life.